# Barcsi Tamás
Barcsi Tamás (Pécs, 1978 –) magyar filozófus.

## Tanulmányok
A Pécsi Tudományegyetemen szerzett jogász, illetve filozófia szakos előadó diplomát. PhD-dolgozatát 2011-ben védte meg filozófiából, habilitációs oklevelét 2017-ben vette át.

## Oktatás, kutatás
2001 óta oktat egyetemen filozófiai, etikai tárgyakat. 2017-ben lett docens a PTE Egészségtudományi Karán, 2019-től a PTE Állam- és Jogtudományi Kar Jogbölcseleti és Társadalomelmélet Tanszékének docense, 2022-től tanszékvezetője. 2022-től a HUN-REN BTK Filozófiai Intézet, Lendület Értékek és Tudomány Kutatócsoport tudományos munkatársa. Kutatási területei: etika, bioetika, társadalomfilozófia, filozófiai antropológia. Számos konferencia szervezője, a Kharón Thanatológiai Szemle szerkesztőbizottsági tagja. A bioetika kérdései című könyvsorozat (L’Harmattan Kiadó) egyik szerkesztője.

## Művek
Az emberi méltóság fogalmának filozófiai problémáiról, a halál-haldoklás kérdéseiről, a társadalomból való kivonulás elméleti vonatkozásairól, illetve a kegyetlenség fogalmáról írt könyveket. Nagyobb tanulmányokban foglalkozott szépirodalmi életművek – többek között Dosztojevszkij, illetve Kertész Imre írásainak – erkölcsfilozófiai aspektusaival.

### Monográfiák
- Embertelenség az együttérzés korában (Bölcsészettudományi Kutatóintézet – Attraktor, Budapest, Máriabesnyő, 2023)[7]
- Három filozófiai kérdés az emberről (Attraktor, Máriabesnyő, 2016)
- Az emberi méltóság filozófiája (Typotex, Budapest, 2013)
- A kivonulás mint lázadás (Publikon, Pécs, 2012)
- Az ember méltósága (Attraktor, Máriabesnyő-Gödöllő, 2005)

### Fontosabb társszerzős és szerkesztett kötetek
- Barcsi Tamás – Kőmüves Sándor – Nemes László: Életvégi döntések (L’Harmattan, Budapest, 2024)
- Barcsi Tamás – Demeter Tamás (szerk.): A magyar jogfilozófia szociologizáló tendenciái REPLIKA 131 (2024) – tematikus blokk
- Barcsi Tamás – Hrubi Attila – Weiss János (szerk.): A művészet mint emlékezet és diagnózis (Áron Kiadó, Budapest – Pécs, 2020)
- Barcsi Tamás – Szabó Gábor (szerk.): 68 kísértése (Jószöveg Műhely, Budapest, 2008)[7][8][9][10]

## Fontosabb díjak
- A Magyar Filozófiai Társaság Nívódíja (2024)[11]
- A Pécsi Tudományegyetem Arany Katedra-díja (2024)[12]